# Do widzenia, Asturio!
Do widzenia, Asturio! (fr. Ombre et lumière d’Espagne: Chronique d'un reportage) – esej z pogranicza reportażu autorstwa Pierre'a Gamarry z 1961. W Polsce wydany przez KiW w 1962, w tłumaczeniu Kaliny Wojciechowskiej, z okładką zaprojektowaną przez Barbarę Kusak.
Autor opisuje podróż, jaką odbył w początku lat 60. XX wieku do Hiszpanii pod rządami generała Franco. Odwiedził: Barcelonę, Walencję, Grenadę, Sewillę, Kordowę, Madryt, Escorial, Dolinę Poległych i Oviedo. Unikał wtedy zwiedzania wyłącznie głównych atrakcji turystycznych poszczególnych miast, ale zagłębiał się w dzielnice nędzy (tzw. chirge, chabolas), gdzie rozmawiał z prostymi ludźmi, rolnikami, robotnikami i bezrobotnymi. W opisach zawarł gorycz tych ludzi z obowiązującego status quo, a przede wszystkim z powszechnego niedostatku, głodu i wyniszczającej pracy w fabrykach i na folwarkach. Nie zwiedzałem Hiszpanii jako turysta i nie mogłem z pewnością w pełni cieszyć się urokami tej ziemi, ponieważ widziałem nędzę jej ludu. Wyraził gorącą wiarę w możliwe zmiany polityczne, a przede wszystkim w sprawiedliwy podział owoców pracy. Jako dodatek do reportażu zawarte zostały Załączniki – rozdział z tablicami statystycznymi i danymi porównawczymi na temat gospodarki, szkolnictwa i kultury Hiszpanii.